# Sivas
Sivas je grad i upravno središte istoimene pokrajine u Turskoj. Godine 2022. imao je 365.274 stanovnika. Nalazi se na rijeci Kizil.